# 카를 아우구스트 폰 하르덴베르크 후작

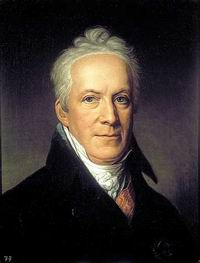
카를 아우구스트 폰 하르덴베르크

카를 아우구스트 폰 하르덴베르크 후작(Karl August Fürst von Hardenberg, 1750년 5월 31일 ~ 1822년 11월 26일)는 프로이센의 정치가이다. 나폴레옹 전쟁 시기에 재상의 자리에 올라 무기력했던 군주 프리드리히 빌헬름 3세를 보좌하여 프로이센 왕국을 지켜냈다.
1770년 하노버 선제후령에서 하노버 선제후이자 영국의 군주였던 조지 3세 막하에서 법무부 고문관으로 관료생활을 시작했다. 그러나 간통 사건 등으로 사생활에 대한 추문이 일어 출세의 전망이 흐려지자 1790년 프로이센 왕국으로 옮겨갔다.
곧 프로이센의 국왕 프리드리히 빌헬름 3세의 신임을 얻은 하르덴베르크는 카를 폰 슈타인과 손을 잡고 왕국의 행정개혁을 이루기 위해 노력했다. 1807년 4월, 마침내 프로이센 정부의 고문 제도가 철폐되고 각 부의 장관들이 직접 국왕과 국정 전반을 논의하는 내각 제도가 자리잡게 되었다.
내정개혁을 이룰 때까지 대프랑스 동맹에 가담하지 않고 중립을 지켜야 한다고 생각했던 하르덴베르크는 개혁이 이루어지자 대프랑스 동맹에 가담하여 나폴레옹 전쟁에 개입하는 것을 지지했으나, 전쟁은 뜻대로 이루어지지 않아 프로이센은 예나 전투에서 대패하고 나폴레옹에 평화를 구걸해야 하는 처지로 전락했다. 나폴레옹이 반프랑스파인 하르덴베르크의 실각을 요구하자, 그는 자리를 내놓고 물러나는 수밖에 없게 되었다.
1810년, 프로이센 왕국은 파산하여 더 이상 나폴레옹에게 전쟁 배상금을 지급할 수 없게 되었다. 이에 하르덴베르크는 스스로 재정 문제 해결의 적임자임을 자처하며 나섰다. 계속되는 전쟁 속에서 무엇보다도 전쟁 배상금 문제 해결을 중히 여겼던 나폴레옹도 생각을 바꾸어 하르덴베르크의 등용을 허락하였다. 하르덴베르크는 재상의 지위에 올랐으며 내무와 재무 전반을 통제하게 되었다. 하르덴베르크는 귀족에게도 재산세(그 때까지는 면제였음)를 부과함으로써 재정상의 돌파구를 찾으려 시도했다. 융커 계급은 결사적으로 국왕에게 영향을 끼쳐 이러한 개혁을 무위로 돌리려 노력하였으며 행정관료와 이들 지주 귀족층의 대립으로 개혁은 지지부진했다.
1812년을 지나면서부터 개혁 문제로 하염없이 대립하고 있을 정도로 국제정세가 한가롭지 않다는 것이 분명해지기 시작했다. 그 해 초에 프로이센은 러시아 원정을 단행하려는 프랑스와 동맹을 강제당했다. 러시아 원정이 비참한 결말로 마무리되자, 1813년 2월, 하르덴베르크는 프로이센과 러시아 사이의 칼리시 동맹의 체결을 주도하고, 공공연히 반프랑스의 입장으로 선회했다.
나폴레옹 전쟁에서 프로이센이 최후의 승리를 거두게 되자, 하르덴베르크는 빈 회의에 왕국을 대표하여 참석했다. 바르샤바 대공국과 작센의 귀속을 둘러싸고 영국-오스트리아-프랑스와 프로이센-러시아 사이에 전운이 감돌자, 그는 마지막 순간에 작센 전부를 영유해야겠다는 입장을 포기함으로써 회의 타결의 물꼬를 텄다.